# Джун Ха
Джун Ха (1983 , Каліфорнія ) — корейсько-американський математик, професор Принстонського університету.
Раніше був професором Стенфордського університету та Інституту перспективних досліджень

## Біографія
Народився в 1983 році у Каліфорнії, коли його батьки закінчували аспірантуру, пізніше його сім'я повернулася до Південної Кореї, де він і виріс. 
Його мати викладала російську мову та літературу, а батько — статистику. 
У шкільні роки Джун не цікавився математикою і вважав, що не дуже гарний у ній, натомість присвячував себе письменству та поезії. 
Він написав безліч віршів і новел , які в основному були присвячені його особистим переживанням 

В 2002 році вступив до Сеульського університету, під час навчання Джун зрозумів, що не зможе заробляти на життя поезією і вирішив стати
науковим журналістом 
 
що спеціалізується на фізиці та астрономії.

В останні роки навчання в університеті він почав ходити на лекції японського математика, що недавно прибув, Хіронака Хейсуке  — лауреата Філдсівської премії. 
Відвідуючи лекції, студент сподівався, що Хіронака стане першим героєм його журналістської роботи. 
Ха користувався можливістю і намагався більше спілкуватися з математиком, сам Хіронака згадував про спілкування з Джуном так: «Зазвичай я не відмовляюся від розмови зі студентами, але не шукаю спілкування з ними. 
Джун почав сам звертатися до мене». 
В 2009 році на вимогу математика подав документи до кількох навчальних закладів США, щоб навчатися в аспірантурі. 
Йому не вистачало кваліфікації (У коледжі на математиці абітурієнт не спеціалізувався, а відвідав лише кілька математичних курсів, і його результати не можна було назвати визначними). 
Одним із головних аргументів у заявці на надходження була рекомендація від Хіронакі, більшість приймальних комісій це не вразило. 
Джуну відмовили майже всі навчальні заклади, крім Іллінойського університету в Урбані-Шампейні, де він і почав навчання восени 2009, в 2011 році перейшов до Мічиганського університету, який закінчив у 2014 році з дисертацією, написаною під керівництвом Мірчі Мустаці

## Кар'єра
В Ілінойсі Джун почав роботу, в ході якої зміг довести гіпотезу, сформульовану італійським математиком Жан-Карло Ротою, гіпотеза була пов'язана з теорією графів. 
В 2009 році у докторській дисертації він довів гіпотезу Ріда про унімодальність коефіцієнтів хроматичних поліномів у контексті теорії графів. 
У спільній роботі з Каримом Адіпрасіто та Еріком Кацем він довів гіпотезу Херона-Рота-Валія про зроблених з колод характеристичного многочлена матроїдів

## Нагороди та визнання
- 2017: премія Блаватніка для молодих науковців[en][12];
- 2018: запрошений доповідач на Міжнародному конгресі математиків у Ріо-де-Жанейро
- 2019: премія «Нові горизонти» (спільно з Карим Адіпрасіто[en])[13];
- 2021: Ho-Am Prize in Science[en] з фізики та математики[14];
- 2022: медаль Філдса[15]